# Monkland, Queensland
Monkland är en del av en befolkad plats i Australien. Den ligger i kommunen Gympie Regional Council och delstaten Queensland, omkring 140 kilometer norr om delstatshuvudstaden Brisbane. Antalet invånare är 1 042.
Närmaste större samhälle är Gympie, nära Monkland. 
I omgivningarna runt Monkland växer huvudsakligen savannskog. Runt Monkland är det mycket glesbefolkat, med 6 invånare per kvadratkilometer. Genomsnittlig årsnederbörd är 1 531 millimeter. Den regnigaste månaden är mars, med i genomsnitt 289 mm nederbörd, och den torraste är september, med 33 mm nederbörd.